# National Football League 1951
La stagione NFL 1951 fu la 32ª stagione sportiva della National Football League, la massima lega professionistica statunitense di football americano. La finale del campionato si disputò il 23 dicembre 1951 al Memorial Coliseum di Los Angeles, in California e vide la vittoria dei Los Angeles Rams sui Cleveland Browns per 24 a 17. La stagione iniziò il 28 settembre 1951 e si concluse con il Pro Bowl 1952 che si tenne il 12 gennaio sempre al Los Angeles Memorial Coliseum.
Prima dell'inizio della stagione il proprietario dei Baltimore Colts, Abraham Watner, cedette i diritti della squadra alla NFL, provocandone così il ritiro. Una nuova versione della squadra sarebbe stata poi istituita nel 1953. La stagione fu anche l'ultima disputata dai New York Yanks che si sarebbero sciolti prima dell'inizio della successiva.

## Modifiche alle regole
- Venne stabilito che nessuno degli offensive lineman potesse ricevere o toccare un passaggio.
- Vennero vietati i tacchetti in alluminio.

## Stagione regolare
La stagione regolare si svolse in 12 giornate, iniziò il 28 settembre e terminò il 16 dicembre 1951.

### Risultati della stagione regolare
- V = Vittorie, S = Sconfitte, P = Pareggi, PCT = Percentuale di vittorie, PF = Punti Fatti, PS = Punti Subiti
- Nota: nelle stagioni precedenti al 1972 i pareggi non venivano conteggiati nel calcolo della percentuale di vittorie.

| American Conference |    |   |   |     |     |     |
| Squadra             | V  | S | P | PCT | PF  | PS  |
| Cleveland Browns    | 11 | 1 | 0 | 917 | 331 | 152 |
| New York Giants     | 9  | 2 | 1 | 818 | 254 | 161 |
| Washington Redskins | 5  | 7 | 0 | 417 | 183 | 296 |
| Pittsburgh Steelers | 4  | 7 | 1 | 364 | 183 | 235 |
| Philadelphia Eagles | 4  | 8 | 0 | 333 | 234 | 264 |
| Chicago Cardinals   | 3  | 9 | 0 | 250 | 210 | 287 |

| National Conference |   |   |   |     |     |     |
| Squadra             | V | S | P | PCT | PF  | PS  |
| Los Angeles Rams    | 8 | 4 | 0 | 667 | 392 | 261 |
| Detroit Lions       | 7 | 4 | 1 | 636 | 336 | 259 |
| San Francisco 49ers | 7 | 4 | 1 | 636 | 255 | 205 |
| Chicago Bears       | 7 | 5 | 0 | 583 | 286 | 282 |
| Green Bay Packers   | 3 | 9 | 0 | 250 | 254 | 375 |
| New York Yanks      | 1 | 9 | 2 | 100 | 241 | 382 |

## La finale
La finale del campionato si disputò il 23 dicembre 1951 al Los Angeles Memorial Coliseum e vide la vittoria dei Los Angeles Rams sui Cleveland Browns per 24 a 17.

## Vincitore
| Vincitori del campionato NFL 1951 Los Angeles Rams 2º titolo |